# کوسیه فان بروخن
کوسیه فان بروخن (انگلیسی: Coosje van Bruggen؛ ۶ ژوئن ۱۹۴۲ – ۱۰ ژانویهٔ ۲۰۰۹) یک نمایشگاه‌گردان، مجسمه‌ساز، نقاش، و پدیدآور اهل هلند بود. او به همراه همسرش، کلاس اولدنبرگ، به فعالیت و نقدهای هنری بسیاری دست زد. از جمله کارهای مطرح او می‌توان به تندیس‌های شهری با اندازه بزرگ وی اشاره کرد.

## زندگی‌نامه
کوسیه فان بروخن در ۱۹۴۲ در هلند به دنیا آمد. او مدرک کارشناسی ارشد خود را در تاریخ هنر در دانشگاه گرونینگن گرفت و از ۱۹۶۷ تا ۱۹۷۱ در موزه اشتدلیک در آمستردام مشغول به کار نمایشگاه‌گردانی شد. از ۱۹۷۱ تا ۱۹۷۶، فان بروخن به تدریس هنرهای زیبا در انسخده هلند پرداخت.
فان بروخن از سال ۱۹۷۶ همکاری خود با کلاس اولدنبرگ را آغاز کرد و یک سال بعد، در ۱۹۷۷، با وی ازدواج کرد. آن دو کارهای بسیاری را در ابعاد بزرگ در پارک‌ها و موزه‌های هلند ساختند. در ۱۹۷۸، آنان به نیویورک مهاجرت کردند و از آن هنگام تا پایان عمر، آثار خود را در فضاهای شهری، پارک‌ها، باغ‌های تندیس، و فضاهای داخلی کوچکتر به نمایش گذاشتند.